# Apocalipsis: la guerra fría
Apocalipsis: la Guerra Fría (en francés: Apocalypse, la guerre des mondes) es una serie de televisión francesa conformada por 6 documentales que narran los principales acontecimientos de la Guerra Fría, de 1945 a 1991. Más de 200 horas de archivos inéditos han sido restaurados y coloreados para ilustrar el período que abarca desde el final de la Segunda Guerra Mundial hasta la caída de la URSS en 1991.
Estos documentales fueron escritos y producidos por Isabelle Clarke y Daniel Costelle, con la colaboración de Mickaël Gamrasni.
La serie fue transmitida originalmente en varios países en varios canales de televisión en francés. También fue emitida por National Geographic en varias regiones del mundo, incluyendo España e Hispanoamérica.

## Episodios
| # | Título                | Contenido |
| - | --------------------- | --- |
| 1 | La gran brecha        | (1945-1946) Mientras las naciones victoriosas celebran el regreso a la paz, se está produciendo una confrontación más sombría entre los antiguos aliados. Las democracias occidentales están preocupadas por el creciente poder de Stalin en el este. La ideología comunista continúa extendiéndose, y en Indochina, Ho Chi Minh inicia una guerra prolongada contra Francia. |
| 2 | La escalada del miedo | (1947-1949) Temiendo que una Europa dañada pueda ser presa del comunismo, los estadounidenses lanzan el Plan Marshall, una ayuda de reconstrucción para las naciones europeas. Los franceses también necesitan ayuda en Indochina, donde Ho Chi Minh observa cómo crece su ejército y su poder. Stalin impuso un bloqueo en Berlín y la ola roja continúa expandiéndose por el mundo. En Corea, estalla la guerra entre los comunistas en el norte y un indigente ejército surcoreano. Truman envía sus tropas, pero una verdadera debacle los está esperando. Encerrados en Pusan y rodeados por el enemigo, ¿pueden resistir los estadounidenses? |
| 3 | El mundo se estremece | (1950-1952) En Corea, el conflicto se prolonga. Después de un desembarco exitoso en Incheon, el general MacArthur y sus tropas son nuevamente derrotados cerca del río Yalu, donde se enfrentan a un nuevo enemigo: China. En Indochina, los franceses están recibiendo una paliza. Las similitudes entre ambos conflictos son sorprendentes. El general francés de Lattre cree que ambas guerras son lo mismo: una guerra por la libertad y contra el comunismo, con Stalin como el verdadero enemigo. |
| 4 | La conquista          | (1953-1955) Stalin está muerto y sus sucesores potenciales acuden en masa para rendir homenaje. En Berlín Oriental, una ola de esperanza se apodera de los trabajadores alemanes, pero los soviéticos la reprimen rápidamente. En Asia, los acalorados conflictos están llegando a su fin. Estados Unidos deja Corea sin gloria, mientras que los franceses, que caen en Dien Bien Phu, luchan su última batalla en apuros. La Conferencia de Ginebra convierte a Ho Chi Minh en el líder indiscutible de Vietnam del Norte, pero el Sur permanece en manos occidentales.                                                                           |
| 5 | El muro               | (1956-1962) Kruschev cierra la puerta a los años de Stalin. Decidido a abrir la URSS al mundo exterior, "Mister K" sorprende a todo el mundo al visitar los Estados Unidos. Pero el hombre que aprobó la represión del levantamiento de Budapest no se ha ablandado. Está preparando una coexistencia con el recién elegido presidente Kennedy que será todo menos pacífico, con asuntos como el Muro de Berlín, la crisis de los misiles cubanos y el apoyo que brinda a Ho Chi Minh en Vietnam. A cambio, el 26 de junio de 1963, Kennedy pronuncia su famoso discurso ante una multitud emotiva: "Ich bin ein Berliner".                         |
| 6 | El abismo             | (1963-1991) El presidente Kennedy fue asesinado en Dallas. Su sucesor, Johnson, hunde a su país aún más en el caos de la Guerra de Vietnam. Durante un período de 10 años, 3 millones de estadounidenses descubren el infierno. Las imágenes de la guerra transmitidas por televisión a menudo conducen a protestas a favor de la paz. Y en 1973, Estados Unidos retiró sus tropas. Esta es una victoria para el mundo comunista, pero la Unión Soviética se ha debilitado. Las repúblicas "satélites" exigen su libertad. En 1989, cae el Muro de Berlín, seguido de la disolución del imperio soviético en 1991.                                  |